# L'isola delle sirene
L'isola delle sirene (Coney Island) è un film del 1943 diretto da Walter Lang.
È una commedia musicale statunitense ambientata nel 1905 con Betty Grable, George Montgomery e Cesar Romero. Nel 1950 ne è stato prodotto un remake, La Venere di Chicago con ancora la Grable protagonista.

## Produzione
Il film, diretto da Walter Lang su una sceneggiatura di George Seaton, fu prodotto da William Perlberg per la Twentieth Century Fox Film Corporation e girato nei 20th Century Fox Studios a Century City, Los Angeles, California, da fine settembre 1942 al 12 gennaio 1943 con un budget stimato in 1.620.000 dollari. Il titolo di lavorazione fu  In Old Coney Island.

## Colonna sonora
- Take It from There - musica di Ralph Rainger, parole di Leo Robin
- Beautiful Coney Island - musica di Ralph Rainger, parole di Leo Robin
- Miss Lulu from Louisville - musica di Ralph Rainger, parole di Leo Robin
- Get the Money - musica di Ralph Rainger, parole di Leo Robin
- There's Danger in a Dance - musica di Ralph Rainger, parole di Leo Robin
- Old Demon Rum - musica di Ralph Rainger, parole di Leo Robin
- Put Your Arms Around Me, Honey (I Never Knew Any Girl Like You) - musica di Albert von Tilzer, parole di Junie McCree
- Cuddle Up a Little Closer - parole di Otto A. Harbach, musica di Karl Hoschna
- When Irish Eyes Are Smiling - musica di Ernest Ball, parole di Chauncey Olcott e George Graff Jr.
- Pretty Baby - musica di Egbert Van Alstyne e Tony Jackson, parole di Gus Kahn
- The Darktown Strutters' Ball - scritta da Shelton Brooks
- Who Threw the Overalls in Mistress Murphy's Chowder - parole e musica di Geo. L. Giefer

## Distribuzione
Il film fu distribuito con il titolo Coney Island negli Stati Uniti dal 18 giugno 1943 (première a Cincinnati l'11 giugno) al cinema dalla Twentieth Century Fox.
Altre distribuzioni:
- in Svezia il 5 gennaio 1944 (Coney Island)
- in Portogallo il 27 marzo 1944 (A Dança Tem Perigos)
- in Australia il 20 luglio 1944
- in Francia il 21 ottobre 1947 (Cannes)
- in Finlandia il 13 maggio 1949 (Tivolin kaunotar)
- in Spagna il 30 maggio 1949
- in Belgio (Het vroolijk eiland e 'île aux plaisirs)
- in Italia (L'isola delle sirene)
- in Grecia (San oneiro)
- in Brasile (Turbilhão)

## Critica
Secondo il Morandini il film è un "brioso musical". Secondo Leonard Maltin è un "musical vivace e divertente".